# ثنائي كبريتيد بروبيل الأليل
ثنائي كبريتيد بروبيل الأليل (بالإنجليزية: Allyl propyl disulfide )‏ هو مركب عضوي وصيغته الكيميائية C6H12S2 .  عبارة عن سائل أصفر شاحب اللون ذو رائحة قوية ، وهو المكون الرئيس في زيت البصل ويستخدم كمضافات للأغذية و كمنكهات . وهذه المادة موجودة في الثوم ، البصل ، وغيرها ، ويتم تبخيرها بسهولة بالغة . عندما يكون البصل أو الثوم على شكل شرائح ، فإن هذه المادة ستتبخر وتسبب تهيج للعيون . وعندما يطبخ الثوم أوالبصل ، فإنها تتبخر أيضاً ، وتتخلص من الطعم الحار «اللاذع» ، وتترك الطعم الحلو في نفوسهم .